# Chaudfroid
Chaudfroids (von französisch chaud-froid, etwa „heiß-kalt“) sind klassische Vorspeisen aus Fleisch (auch Wild), Geflügel, Fisch oder Meeresfrüchten, die warm zubereitet, aber gut gekühlt mit einer Chaudfroidsauce überzogen oder mit Gelee glasiert serviert werden. 

## Erfindung
Die Erfindung des Chaudfroid soll einem Zufall zu verdanken sein. Der Marschall Louis-Alexandre Berthier habe, nachdem er von einem Souper weggerufen worden war und später zurückkehrte, das Hühnerfrikassee kalt und erstarrt vorgefunden. Es habe ihm dennoch so gut geschmeckt, dass er Chaudfroid zukünftig bei festlichen Essen servieren ließ.

## Zubereitung
Zur Zubereitung von Chaudfroids werden kleinere, gedünstete oder gebratene Stücke von Fleisch, Geflügel, Fisch oder Meeresfrüchten meist in mit der passenden Chaudfroidsauce ausgestrichene oder mit Gelee ausgegossene Portionsformen gegeben, mit der Sauce und eventuell warmem Gelee bedeckt, gut gekühlt, gestürzt und mit Geleewürfeln garniert serviert.